# Акушерские параличи
Вялый паралич мышц верхних конечностей у новорожденных наступает в результате родовой травмы плечевого сплетения или образующих его нервных корешков. Этому способствуют трудные и затяжные роды, несоответствие размера плода родовому каналу, патологическое предлежание плода, применение различных методов акушерского пособия.
Синонимы: Дюшена-Эрба (Duchenne-Erb) паралич, верхний паралич Дюшена-Эрба, вялый паралич мышц верхних конечностей у новорожденных.

## Симптомы
Отмечается частичное или полное выпадение функции дельтовидной, двуглавой, трехглавой мышц плеча, плечелучевой, над-и подостной, передней зубчатой, малой круглой. Такое нарушение обусловлено повреждением корешков на уровне СV и CVI и соответствует нарушению проводимости подкрыльцового, кожно-мышечного и частично лучевого нервов. В зависимости от уровня поражения плечевого сплетения различают 3 типа паралича: верхний паралич Дюшена-Эрба, нижний — Дежерине-Клюмпке, смешанный (типа Эрба- Клюмпке и Клюмпке-Эрба). При верхнем типе, который встречается чаще, чем нижний, рука пассивно свисает, движения в ней отсутствуют или могут сохраниться только в кисти, рука обычна приведена к туловищу и ротирована внутрь, а кисть находится в положении ладонной флексии. Складка между туловищем и плечом углублена. Если ребёнка приподнять, ручка отвисает назад. Мышечный тонус вялый, пассивные движения в суставах сохранены. При нижнем параличе отсутствуют движения кисти и пальцев, рука свисает и ребёнок носит её, поддерживая здоровой рукой. Наступает атрофия мелких мышц кисти (mm. interossei и lumbricales), вследствие чего проксимальные фаланги принимают положение гиперэкстензии, а дистальные согнуты. Течение родового паралича зависит от степени повреждения плечевого сплетения. Родовому параличу может сопутствовать неравномерность зрачков, сужение глазной щели, западение глазного яблока (синдром Горнера), зависящие от одновременного повреждения симпатических волокон, связанных с нижним шейным симпатическим узлом.
Рентгенологически отмечается уменьшение головки плеча, с возрастом атрофия мышц и костей сегмента на стороне повреждения нарастают. Встречается сочетание данного паралича с родовым переломом плеча или ключицы или с вывихом плеча.

## Лечение
Ранняя ЛФК, массаж, физиотерапия, удержание ручки в положении «будь готов» с помощью легких эмалитиновых или гипсовых шин; в тяжелых нелеченых случаях прибегают к оперативному лечению — пересадке мышц или артродезу плечевого сустава, последнее вмешательство производится у детей не ранее 10-32-летнего возраста. Прогноз при раннем и правильном лечении благоприятный.